# Фотенко Поліна
Полі́на Фоте́нко (* 1994) — українська пляжна волейболістка; майстер спорту України.

## З життєпису
Народилась 1994 року. Вихованка Іллічівської ДЮСШ
Чемпіонка України в 2009—2010 роках, володарка Кубка України-2010
Перебувала в складі збірної України протягом 2010—2011 років.
2011 року здобула срібну нагороду — вона і Чекмарьова Ксенія.